# Jean Monnet

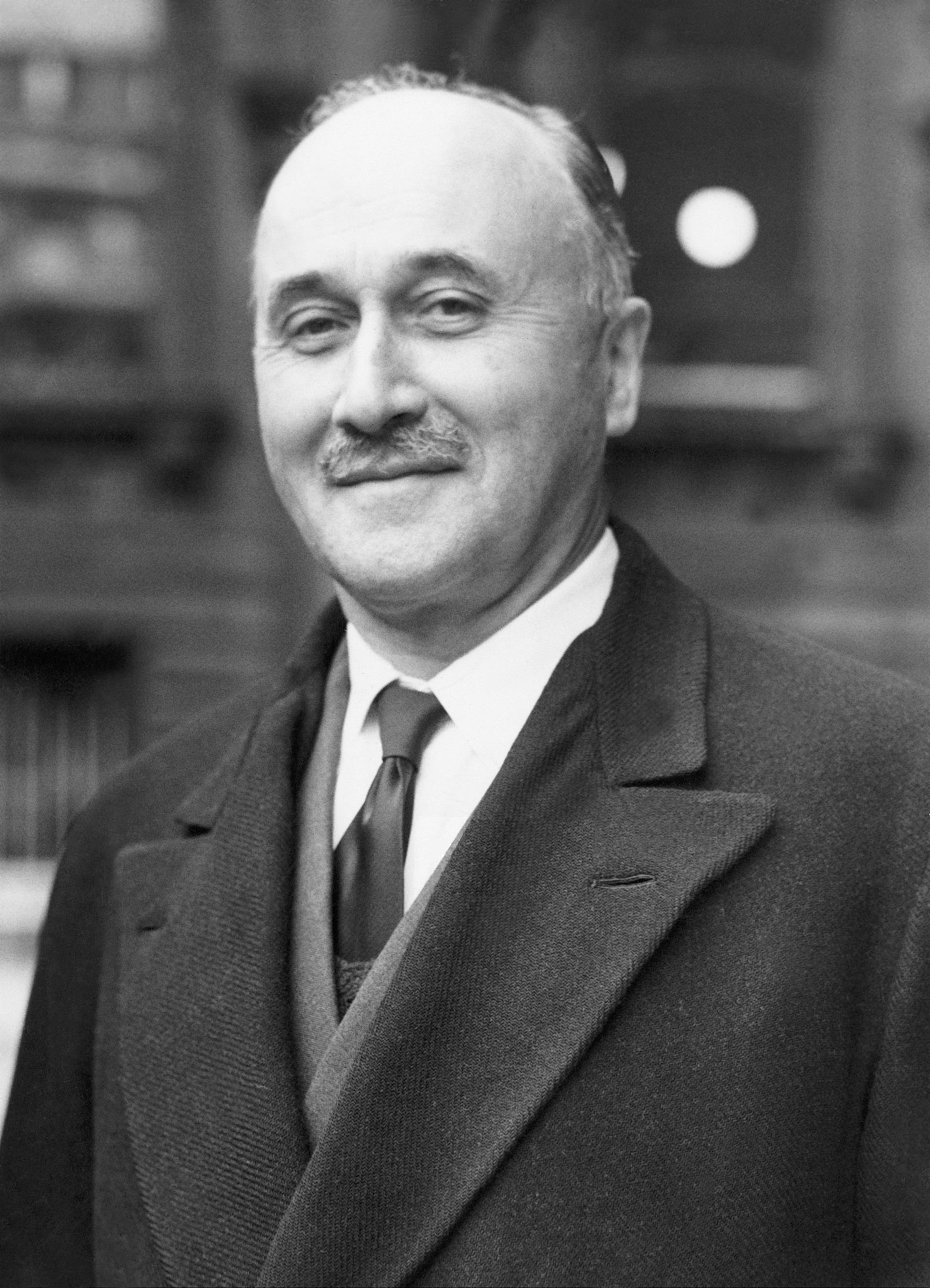
Jean Monnet in 1952

Jean Omer Marie Gabriel Monnet (Cognac (Charente), 9 november 1888 – Houjarray in de gemeente Bazoches-sur-Guyonne (Yvelines), 16 maart 1979) was een Frans zakenman en internationaal ambtenaar. Als ijveraar van de Europese Gemeenschappen, de voorlopers van de huidige Europese Unie, wordt hij beschouwd als een "vader van Europa", een van de voornaamste wegbereiders van de Europese eenwording.  

## Achtergrond
Monnet was door zijn vader voorbestemd om hem op te volgen aan het hoofd van het familiebedrijf, de cognacfirma Monnet & Cie. Op zestienjarige leeftijd stopte hij met studeren en werd in de leer gezonden bij het Londense filiaal van de firma. Naar eigen zeggen bewonderde hij de Engelse manier van zakendoen.
Hij was medisch ongeschikt bevonden voor militaire dienst. Bij het uitbreken van de Eerste Wereldoorlog zocht hij contact met de Franse regering met een voorstel om de bevoorrading vanuit Engeland te verbeteren. Hij kreeg daarop een belangrijke functie als economisch intermediair tussen Frankrijk en zijn bondgenoten.

## Volkenbond
Van 1919 tot 1923 was Monnet plaatsvervangend secretaris-generaal van de Volkenbond. Hij schreef later dat hij teleurgesteld was over het gebrek aan wil tot samenwerking in vredestijd tussen de geallieerden van de oorlog. In het interbellum behartigde hij de familiezaak en was hij tevens nauw betrokken bij het herorganiseren van de nationale financiën in enkele Europese landen.
De tot dan toe ongehuwde Monnet werd in 1929 verliefd op Silvia de Bondini, de echtgenote van een Italiaanse medewerker van hem en de liefde was wederzijds. Echtscheiding  bestond toen niet voor de Italiaanse wet. Uiteindelijk trouwde het koppel in 1934 in Moskou, nadat de bruid op dezelfde dag de Sovjet-Russische nationaliteit had aangenomen, waardoor ze eenzijdig van haar man kon scheiden. Het idee daarvoor kwam van de Sovjet-ambassadeur in China, die Monnet via de Volkenbond kende. Monnet zou later zijn huwelijk de mooiste operatie van zijn carrière noemen.

## Tweede Wereldoorlog
Bij de Duitse invasie van Frankrijk in 1940 trachtte Monnet, met de goedkeuring van de Britse eerste minister Winston Churchill, de Franse regering te overtuigen tot een volledige staatkundige unie tussen Frankrijk en het Verenigd Koninkrijk, om als één natie de Duitse aanvaller te bestrijden. Het plan mislukte op het laatste moment door het aftreden van premier Paul Reynaud, ten voordele van maarschalk Pétain, die een wapenstilstand met Duitsland voorstond.
Teleurgesteld bood Monnet de Britse regering zijn diensten aan. Die zond hem naar de Verenigde Staten, waar hij bij president Franklin Delano Roosevelt lobbyde om de Amerikaanse oorlogsinspanning in Europa op te drijven. Na de Amerikaanse invasie in Noord-Afrika vroegen de Amerikanen Monnet te bemiddelen in een intern Frans machtsconflict. Monnet steunde de kandidatuur van Charles de Gaulle en werd vertegenwoordiger van de vrije Franse regering in Washington.

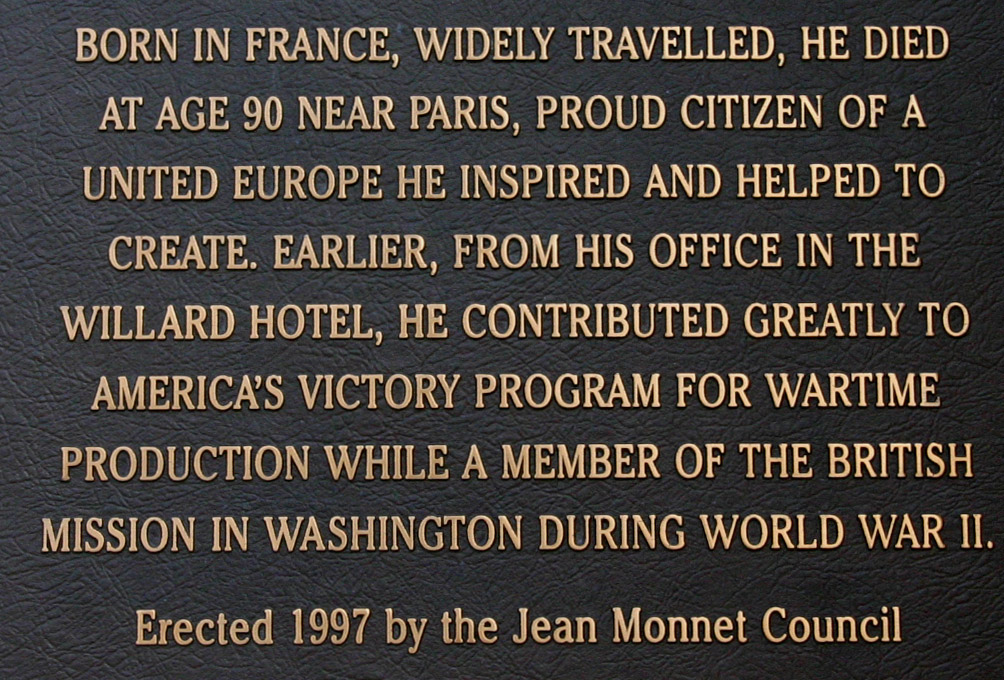
Plaque ter nagedachtenis van Jean Monnet

## Schumanplan
In december 1944 werd hij belast met het uitwerken van plannen voor Frankrijks naoorlogs economisch herstel. In 1946 kreeg hij de leiding bij de uitvoering van dat plan (het “Plan de la modernisation et de l'équipement”).
Monnet werd daarna samen met Robert Schuman de ontwerper van het Schumanplan, dat leidde tot de oprichting van de Europese Gemeenschap voor Kolen en Staal (EGKS). Van 1952 tot 1955 was hij voorzitter van de Hoge Autoriteit van de EGKS.

## EEG
Samen met Robert Schuman wordt Monnet tot de vaders van de Europese Economische Gemeenschap gerekend. Het was ook Monnet die voorstelde een Europese gemeenschap voor Atoomenergie op te richten. Deze Euratom werd samen met de EEG als een 'package deal' voorgesteld en leidde ertoe dat Frankrijk instemde met het EEG-verdrag.
Ook stichtte Monnet een particuliere organisatie ter bevordering van de Europese integratie, omdat hij vond dat de EGKS op politiek vlak niet genoeg vorderde.
Hij werd onderscheiden met de Erasmusprijs in 1977. Naar Monnet werden leerstoelen aan verschillende Europese universiteiten genoemd. Aan de KU Leuven bestaat de aula Jean Monnet. Tevens werd de Eurocity-trein Brussel-Bazel naar hem genoemd. Ook zijn er straten naar hem vernoemd: in het Limburgse dorp Herten, in het Noordhollandse dorp Bergen, in Utrecht, Den Haag, Rotterdam en Apeldoorn.

## Onderscheidingen
Monnet ontving meerdere onderscheidingen.
Onder meer ontving hij in 1953 de Internationale Karelsprijs Aken. In 1973 riep de Raad van Europa hem uit tot Ereburger van Europa. Tot nu toe (stand 2017) werd deze onderscheiding naast Monnet slechts aan Helmut Kohl (1998) en Jacques Delors (2015) toegekend.
In 1988, op de honderdste verjaardag van zijn geboorte, werd het stoffelijk overschot van Jean Monnet overgebracht naar het Panthéon in Parijs.

## Documentaire
Een Amerikaanse documentaire (2011) van Don C. Smith (Denver University) over leven en werken van Jean Monnet: https://web.archive.org/web/20151018095419/http://www.law.du.edu/index.php/jean-monnet-father-of-europe
- Bibsys: 90109253
- Biblioteca Nacional de España: XX1036294
- Bibliothèque nationale de France: cb12074393h (data)
- Biografisch Portaal: 46253739
- Catàleg d'autoritats de noms i títols de Catalunya: 981058517002906706
- CiNii: DA01415908
- Gemeinsame Normdatei: 118583506
- International Standard Name Identifier: 0000 0001 1447 562X
- Library of Congress Control Number: n50003782
- Nationale Bibliotheek van Letland: 000043297
- National Archives and Records Administration: 10582728
- Bibliotheek van het Japanse parlement: 00450335
- Nationale Bibliotheek van Tsjechië: jn20000701256
- Nationale Bibliotheek van Israël: 987007462808905171
- Nationale Bibliotheek van Polen: a0000002146612
- Parlement.com: vhc81amu6zuy
- Istituto Centrale per il Catalogo Unico: DDSV241777
- LIBRIS: 278382
- SNAC: w64f2t24
- Système universitaire de documentation: 027522695
- Virtual International Authority File: 71414292
- WorldCat: E39PBJjRVBwRFxxRQVD4fDcQMP

1791: Honoré Gabriel de Riqueti, graaf van Mirabeau · Voltaire · 
1793: Louis-Michel Lepeletier de Saint-Fargeau · Auguste Marie Henri Picot de Dampierre · 
1806: François Denis Tronchet · Claude-Louis Petiet ·
1807: Jean-Baptiste-Pierre Bevière · Louis-Joseph-Charles-Amable d'Albert de Luynes · Jean-Étienne-Marie Portalis · Louis-Pierre-Pantaléon Resnier · 1808: Antoine-César de Choiseul-Praslin · Jean-Frédéric Perregaux · Jean-Pierre Firmin Malher · Pierre Jean Georges Cabanis · François Barthélemy Beguinot ·
1809: Girolamo Luigi Durazzo · Jean-Baptiste Papin · Joseph-Marie Vien · Pierre Garnier de Laboissière · Justin Bonaventure Morard de Galles · Jean-Pierre Sers · Emmanuel Crétet ·
1810: Louis Charles Vincent Le Blond de Saint-Hilaire · Jean Lannes · Giovanni Battista Caprara · Charles Pierre Claret de Fleurieu · Jean-Baptiste Treilhard ·
1811: Nicolas Marie Songis des Courbons · Charles Erskine de Kellie · Alexandre-Antoine Hureau de Sénarmont · Michel Ordener · Louis Antoine de Bougainville · Ippolito Antonio Vincenti-Mareri · 
1812: Jan Willem de Winter · Jean Marie Pierre Dorsenne · Auguste Jean-Gabriel de Caulaincourt · 
1813: Joseph-Louis Lagrange · Jean-Ignace Jacqueminot · Hyacinthe-Hughes Timoléon de Cossé-Brissac · Justin de Viry · Jean Rousseau · Frédéric Henri Walther · 
1814: Jean-Nicolas Démeunier · Jean Louis Ébenezel Reynier · Claude Ambroise Régnier · 
1815: Claude Juste Alexandre Legrand · Antoine-Jean-Marie Thévenard ·
1829: Jacques-Germain Soufflot ·
1885: Victor Hugo ·
1889: Théophile Malo Corret de La Tour d'Auvergne · Lazare Carnot · Jean-Baptiste Baudin · François Séverin Marceau ·
1894: Marie François Sadi Carnot ·
1907: Marcellin Berthelot ·
1908: Émile Zola ·
1920: Léon Gambetta ·
1924: Jean Jaurès ·
1933: Paul Painlevé ·
1948: Paul Langevin · Jean Perrin ·
1949: Félix Éboué · Victor Schoelcher ·
1952: Louis Braille ·
1964: Jean Moulin ·
1987: René Cassin ·
1988: Jean Monnet ·
1989: Henri Grégoire · Gaspard Monge · Nicolas de Condorcet ·
1995: Marie Curie · Pierre Curie ·
1996: André Malraux ·
2002: Alexandre Dumas père ·
2018: Simone Veil en haar man